# Геоінформаційне моделювання
Геоінформаці́йне моделюва́ння — інтегративна теорія, яка на новій методологічній основі об'єднує вже відомі методи проектування, укладання, використання та аналізу геоінформаційних моделей для дослідження об'єктів реального світу за допомогою системи упорядкування і трансформації інформації про ці об'єкти. На відміну від теоретичних методів моделювання, геоінформаційне моделювання є високотехнологічним процесом (за рахунок взаємодії з об'єктами бази даних) і виступає інструментом, який забезпечує збір, зберігання, обробку, доступ, відображення та поширення просторово-координованих даних .
Геоінформаційне моделювання включає в себе використання таких видів моделювання як географічне, картографічне, математико-картографічне, аерокосмічне, комп'ютерне, електронно-графічне.
Основою геоінформаційного моделювання є географічнемоделювання, яке описує геопросторове розташування об'єктів, явищ чи процесів та полягає у класифікації, структурно-типологічному аналізі та моделюванні геосистем. Визначальною функцією картографічного моделювання у складі геоінформаційного моделювання є можливість аналізу наявної необхідної інформації. Під математико-картографічним моделюванням розуміють органічне комплексування математичних та картографічних моделей в системі «створення — використання» карт для цілей конструювання чи аналізу тематичного змісту карт при можливості обробки значних обсягів інформації за одним алгоритмом та обробки одного масиву інформації за різними алгоритмами. Застосування та поєднання цих видів моделювання забезпечує дослідників різноманітними створеними моделями просторових об'єктів, придатними для просторового аналізу. Серед таких моделей слід назвати цифрові моделі організації геопросторових даних, інформаційні, вербальні, математичні, знаково-графічні, електронно-графічні, фотографічні, дистанційних зображень.
Геоінформаційне моделювання у своєму арсеналі засобів просторового аналізу використовує ряд методів, серед яких:
- мережевий аналіз — група просторово-аналітичних операцій, мета яких дослідження топологічних і геометричних властивостей лінійних просторових об'єктів, що утворюють деревоподібні чи циклічні мережі (гідрографічні, комунікаційні тощо);

- аналіз об'єктів у межах буферних зон, який дозволяє вирішувати задачі оцінки зони впливу існуючої чи проектованої мережі;
- операції обчислюваної геометрії, з допомогою яких обчислюються площі і координати центроїді полігонів, довжини ламаних і кривих ліній та ін.;
- оверлейні операції, суть яких полягає в накладанні двох різнойменних шарів з генералізацією похідних об'єктів, які виникають при їхньому геометричному нашаруванні, з успадкуванням їх атрибутів.

Крім цих стандартних функцій, в геоінформаційному моделюванні для просторового аналізу використовуються спеціальні програми створені на основі побудови детермінованих і стохастичних моделей, а також спеціальні програми ГІС-додатків для прогнозування ситуації.
Одним із вихідних компонентів геоінформаційне моделювання виступає картографічний модуль, який забезпечує картографічне подання вихідних, похідних чи результуючих даних у вигляді цифрових, комп'ютерних та електронних карт, при цьому виступаючи елементом інтерфейсу користувача і засобом документування підсумкових результатів.
На завершальному етапі геоінформаційного моделювання з допомогою створеної моделі виявляються основні принципи організації та інтеграції систем, можливості прогнозування й управління природними процесами.